# Lucimar Ferreira da Silva
Lucimar da Silva Ferreira, noto come Lúcio (Planaltina, 8 maggio 1978), è un ex calciatore brasiliano, di ruolo difensore.
Con la nazionale brasiliana ha vinto il campionato mondiale svoltosi in Corea del Sud nel 2002.

## Biografia
È sposato con una donna di nome Dione, dalla quale ha avuto tre figli; appartiene ad una confessione evangelica.

## Caratteristiche
Soprannominato Cavalo (in italiano Cavallo) per via della notevole stazza, era un difensore centrale roccioso e abile nel colpo di testa, che faceva dello stacco perentorio e della potenza fisica le sue armi migliori; era inoltre dotato di una grande abilità nelle chiusure, nei contrasti, nei recuperi difensivi e negli uno contro uno. Abile nei lanci e nelle discese palla al piede talvolta è stato impiegato anche come centrocampista davanti alla difesa.
È ritenuto uno dei migliori difensori della sua generazione.

## Carriera

### Club

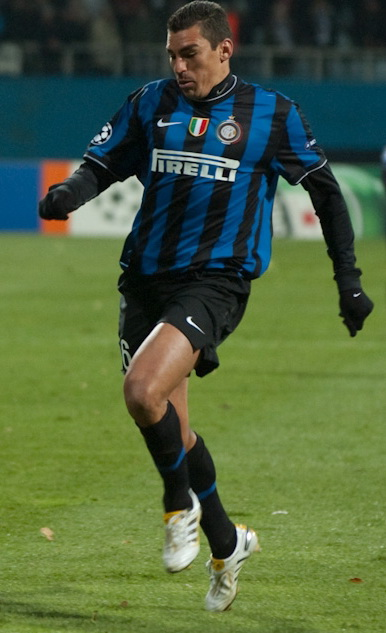
Lúcio in azione con la maglia dell'Inter nel 2010

Nell'estate del 2000 il Bayer Leverkusen lo preleva dall'Internacional di Porto Alegre. Nella squadra tedesca resta per 4 anni disputando anche una finale di Champions League nel 2002, persa contro il Real Madrid, in cui ha segnato il gol del momentaneo pareggio. In totale disputa 122 partite ufficiali condite da 21 reti. Le ottime prestazioni gli valgono la chiamata del Bayern Monaco, con cui disputa in totale 218 partite e 12 reti dal 2004 al 2009. Con la formazione tedesca vince 3 campionati e 3 coppe di Germania.
Per la stagione 2009-2010 è ingaggiato dall'Inter per 5,3 milioni di euro. Segna la sua prima rete italiana contro il Napoli di testa su un calcio d'angolo, nella gara poi finita 3-1 per l'Inter. In Coppa Italia, realizza la rete del momentaneo pareggio nel quarto di finale contro la Juventus (finirà 2-1 per i nerazzurri).
Il 16 maggio vince il secondo trofeo (dopo la Coppa Italia vinta contro la Roma) con la maglia dell'Inter, conquistando lo scudetto
all'ultima giornata; sei giorni dopo la squadra si aggiudica anche la Champions League nella finale contro il Bayern Monaco, sua ex squadra. La stagione successiva si apre con la conquista della Supercoppa italiana ai danni della Roma. Nel dicembre 2010 festeggia il trionfo nel Mondiale per club. Il 29 maggio 2011 vince la sua seconda Coppa Italia battendo in finale il Palermo. Il 24 settembre seguente festeggia con un gol in trasferta contro il Bologna (1-3) la sua presenza numero 100 con la maglia nerazzurra. Il 18 ottobre gioca la sua partita numero 500 in carriera con i club in occasione di Lille-Inter 0-1 di Champions League.
Il 29 giugno 2012 l'Inter comunica la risoluzione consensuale del contratto con il giocatore, che nella stessa estate si trasferisce alla Juventus. Fa il suo esordio con la maglia bianconera l'11 agosto seguente, nella vittoriosa finale di Supercoppa a Pechino contro il Napoli. Il rendimento del brasiliano a Torino si rivela tuttavia inferiore alle aspettative, sicché già il 17 dicembre 2012 la società annuncia la rescissione consensuale del contratto con il giocatore, che chiude la sua esperienza in bianconero con sole 4 presenze all'attivo.
Il giorno dopo si accasa al San Paolo; il 2 gennaio 2014 rescinde consensualmente il contratto con un anno di anticipo. Dopo la rescissione con il San Paolo, firma un contratto annuale con il Palmeiras, svincolandosi nel marzo del 2015. Nell'estate dello stesso anno è ingaggiato dal Football Club Goa, club indiano allenato da Zico.
Nell'estate 2018 firma con il Brasilense.
Il 29 gennaio 2020, all'età di 41 anni, annuncia ufficialmente il suo ritiro dal calcio giocato.

### Nazionale
Nel 2000 partecipò con la nazionale olimpica brasiliana ai Giochi olimpici tenutisi a Sydney. Nel medesimo anno esordì in nazionale maggiore. Due anni dopo fu il centrale di difesa titolare del Brasile che vinse il campionato del mondo in Corea del Sud e Giappone: in quella rassegna il commissario tecnico Felipe Scolari lo tenne sempre in campo, insieme ai soli Marcos e Cafu, facendogli disputare per intero tutte e sette le partite (630 minuti).
Ha giocato da titolare anche il campionato del mondo 2006, fino ai quarti di finale, quando il Brasile è stato sconfitto ed eliminato dalla Francia. Nell'agosto 2006 è stato insignito della fascia di capitano dal neo CT Dunga. Con la Nazionale maggiore ha disputato le edizioni 2001, 2003, 2005 e 2009 della Confederations Cup, vincendo la coppa nel 2005 e nel 2009, edizione in cui inoltre ha segnato il gol del 3-2 finale contro gli Stati Uniti.

## Statistiche

### Presenze e reti nei club
Statistiche aggiornate al termine della carriera da calciatore.
| Stagione                | Squadra                 | Campionato              | Campionato | Campionato | Coppe nazionali | Coppe nazionali | Coppe nazionali | Coppe continentali | Coppe continentali | Coppe continentali | Altre coppe | Altre coppe | Altre coppe | Totale | Totale |
| Stagione                | Squadra                 | Comp                    | Pres       | Reti       | Comp            | Pres            | Reti            | Comp               | Pres               | Reti               | Comp        | Pres        | Reti        | Pres   | Reti   |
| ----------------------- | ----------------------- | ----------------------- | ---------- | ---------- | --------------- | --------------- | --------------- | ------------------ | ------------------ | ------------------ | ----------- | ----------- | ----------- | ------ | ------ |
| 1997                    | Guará                   | -                       | -          | -          | CB              | 1               | 0               | -                  | -                  | -                  | -           | -           | -           | 1      | 0      |
| 1998                    | Internacional           | PD/RS+A                 | 2++10      | 0++0       | CB              | 0               | 0               | -                  | -                  | -                  | -           | -           | -           | 12+    | 0+     |
| 1999                    | Internacional           | PD/RS+A                 | 3++19      | 0++2       | CB              | 2               | 0               | -                  | -                  | -                  | -           | -           | -           | 24+    | 2+     |
| 2000                    | Internacional           | PD/RS+CJH               | 2++20      | 0++3       | CB              | 4               | 0               | -                  | -                  | -                  | -           | -           | -           | 26+    | 3+     |
| Totale Internacional    | Totale Internacional    | Totale Internacional    | 7++49      | 0++5       |                 | 6               | 0               |                    | -                  | -                  |             | -           | -           | 62+    | 5+     |
| 2000-2001               | Bayer Leverkusen        | BL                      | 15         | 5          | CG              | 0               | 0               | -                  | -                  | -                  | -           | -           | -           | 15     | 5      |
| 2001-2002               | Bayer Leverkusen        | BL                      | 29         | 4          | CG              | 4               | 1               | UCL                | 18                 | 3                  | -           | -           | -           | 51     | 8      |
| 2002-2003               | Bayer Leverkusen        | BL                      | 21         | 3          | CG              | 1               | 1               | UCL                | 6                  | 0                  | -           | -           | -           | 28     | 4      |
| 2003-2004               | Bayer Leverkusen        | BL                      | 27         | 3          | CG              | 1               | 1               | -                  | -                  | -                  | -           | -           | -           | 28     | 4      |
| Totale Bayer Leverkusen | Totale Bayer Leverkusen | Totale Bayer Leverkusen | 92         | 15         |                 | 6               | 3               |                    | 24                 | 3                  |             | -           | -           | 122    | 21     |
| 2004-2005               | Bayern Monaco           | BL                      | 32         | 3          | CG              | 6               | 0               | UCL                | 9                  | 0                  | CdL         | 1           | 0           | 48     | 3      |
| 2005-2006               | Bayern Monaco           | BL                      | 30         | 2          | CG              | 5               | 0               | UCL                | 7                  | 0                  | CdL         | 1           | 0           | 43     | 2      |
| 2006-2007               | Bayern Monaco           | BL                      | 26         | 0          | CG              | 2               | 0               | UCL                | 8                  | 2                  | CdL         | 1           | 0           | 37     | 2      |
| 2007-2008               | Bayern Monaco           | BL                      | 24         | 1          | CG              | 6               | 0               | CU                 | 13                 | 2                  | CdL         | 3           | 0           | 46     | 3      |
| 2008-2009               | Bayern Monaco           | BL                      | 32         | 1          | CG              | 4               | 1               | UCL                | 8                  | 0                  | -           | -           | -           | 44     | 2      |
| Totale Bayern Monaco    | Totale Bayern Monaco    | Totale Bayern Monaco    | 144        | 7          |                 | 23              | 1               |                    | 45                 | 4                  |             | 6           | 0           | 218    | 12     |
| 2009-2010               | Inter                   | A                       | 31         | 1          | CI              | 4               | 1               | UCL                | 12                 | 0                  | SI          | 1           | 0           | 48     | 2      |
| 2010-2011               | Inter                   | A                       | 31         | 1          | CI              | 4               | 0               | UCL                | 8                  | 0                  | SI+SU+Cmc   | 1+1+2       | 0           | 47     | 1      |
| 2011-2012               | Inter                   | A                       | 34         | 1          | CI              | 0               | 0               | UCL                | 7                  | 1                  | SI          | 0           | 0           | 41     | 2      |
| Totale Inter            | Totale Inter            | Totale Inter            | 96         | 3          |                 | 8               | 1               |                    | 27                 | 1                  |             | 5           | 0           | 136    | 5      |
| lug.-dic. 2012          | Juventus                | A                       | 1          | 0          | CI              | 0               | 0               | UCL                | 2                  | 0                  | SI          | 1           | 0           | 4      | 0      |
| 2013                    | San Paolo               | A1/SP+A                 | 11+10      | 1+1        | CB              | 0               | 0               | CL+CS              | 8+0                | 0                  | RSA+SBC     | 2+0         | 0           | 31     | 2      |
| 2014                    | Palmeiras               | A1/SP+A                 | 15+25      | 0+2        | CB              | 7               | 0               | -                  | -                  | -                  | -           | -           | -           | 47     | 2      |
| 2015                    | Goa                     | ISL                     | 11+3       | 0          | -               | -               | -               | -                  | -                  | -                  | -           | -           | -           | 14     | 0      |
| 2016                    | Goa                     | ISL                     | 5          | 0          | -               | -               | -               | -                  | -                  | -                  | -           | -           | -           | 5      | 0      |
| Totale Goa              | Totale Goa              | Totale Goa              | 19         | 0          |                 | -               | -               |                    | -                  | -                  |             | -           | -           | 19     | 0      |
| gen.-mar. 2018          | Gama                    | FBF                     | 7          | 0          | -               | -               | -               | -                  | -                  | -                  | -           | -           | -           | 7      | 0      |
| apr. 2018-2019          | Brasiliense             | FBF+D                   | 0+9        | 0+1        | -               | -               | -               | -                  | -                  | -                  | -           | -           | -           | 9      | 1      |
| 2019                    | Brasiliense             | FBF+D                   | 10+8       | 1+0        | CB              | 1               | 0               | -                  | -                  | -                  | CV          | 3           | 0           | 22     | 1      |
| Totale Brasiliense      | Totale Brasiliense      | Totale Brasiliense      | 10+17      | 1+1        |                 | 1               | 0               |                    | -                  | -                  |             | 3           | 0           | 31     | 2      |
| Totale carriera         | Totale carriera         | Totale carriera         | 500+3      | 36         |                 | 52              | 5               |                    | 106                | 8                  |             | 17          | 0           | 678    | 49     |

### Presenze e reti in nazionale
| Cronologia completa delle presenze e delle reti in nazionale ― Brasile | Cronologia completa delle presenze e delle reti in nazionale ― Brasile | Cronologia completa delle presenze e delle reti in nazionale ― Brasile | Cronologia completa delle presenze e delle reti in nazionale ― Brasile | Cronologia completa delle presenze e delle reti in nazionale ― Brasile | Cronologia completa delle presenze e delle reti in nazionale ― Brasile | Cronologia completa delle presenze e delle reti in nazionale ― Brasile | Cronologia completa delle presenze e delle reti in nazionale ― Brasile |
| Data                                                                   | Città                                                                  | In casa                                                                | Risultato                                                              | Ospiti                                                                 | Competizione                                                           | Reti                                                                   | Note                                                                   |
| ---------------------------------------------------------------------- | ---------------------------------------------------------------------- | ---------------------------------------------------------------------- | ---------------------------------------------------------------------- | ---------------------------------------------------------------------- | ---------------------------------------------------------------------- | ---------------------------------------------------------------------- | ---------------------------------------------------------------------- |
| 15-11-2000                                                             | San Paolo                                                              | Brasile                                                                | 1 – 0                                                                  | Colombia                                                               | Qual. Mondiali 2002                                                    | -                                                                      |                                                                        |
| 3-3-2001                                                               | Pasadena                                                               | Stati Uniti                                                            | 1 – 2                                                                  | Brasile                                                                | Amichevole                                                             | -                                                                      |                                                                        |
| 7-3-2001                                                               | Guadalajara                                                            | Messico                                                                | 3 – 3                                                                  | Brasile                                                                | Amichevole                                                             | -                                                                      |                                                                        |
| 28-3-2001                                                              | Quito                                                                  | Ecuador                                                                | 1 – 0                                                                  | Brasile                                                                | Qual. Mondiali 2002                                                    | -                                                                      |                                                                        |
| 25-4-2001                                                              | San Paolo                                                              | Brasile                                                                | 1 – 1                                                                  | Perù                                                                   | Qual. Mondiali 2002                                                    | -                                                                      |                                                                        |
| 31-5-2001                                                              | Kashima                                                                | Brasile                                                                | 2 – 0                                                                  | Camerun                                                                | Conf. Cup 2001 - 1º turno                                              | -                                                                      |                                                                        |
| 2-6-2001                                                               | Kashima                                                                | Brasile                                                                | 0 – 0                                                                  | Canada                                                                 | Conf. Cup 2001 - 1º turno                                              | -                                                                      |                                                                        |
| 4-6-2001                                                               | Kashima                                                                | Giappone                                                               | 0 – 0                                                                  | Brasile                                                                | Conf. Cup 2001 - 1º turno                                              | -                                                                      |                                                                        |
| 7-6-2001                                                               | Suwon                                                                  | Brasile                                                                | 1 – 2                                                                  | Francia                                                                | Conf. Cup 2001 - Semifinale                                            | -                                                                      |                                                                        |
| 5-9-2001                                                               | Buenos Aires                                                           | Argentina                                                              | 1 – 2                                                                  | Brasile                                                                | Qual. Mondiali 2002                                                    | -                                                                      |                                                                        |
| 7-10-2001                                                              | Curitiba                                                               | Brasile                                                                | 2 – 0                                                                  | Cile                                                                   | Qual. Mondiali 2002                                                    | -                                                                      |                                                                        |
| 7-11-2001                                                              | La Paz                                                                 | Bolivia                                                                | 3 – 1                                                                  | Brasile                                                                | Qual. Mondiali 2002                                                    | -                                                                      |                                                                        |
| 14-11-2001                                                             | São Luís                                                               | Brasile                                                                | 3 – 0                                                                  | Venezuela                                                              | Qual. Mondiali 2002                                                    | -                                                                      |                                                                        |
| 27-3-2002                                                              | Fortaleza                                                              | Brasile                                                                | 1 – 0                                                                  | Jugoslavia                                                             | Amichevole                                                             | -                                                                      |                                                                        |
| 17-4-2002                                                              | Lisbona                                                                | Portogallo                                                             | 1 – 1                                                                  | Brasile                                                                | Amichevole                                                             | -                                                                      |                                                                        |
| 25-5-2002                                                              | Kuala Lumpur                                                           | Malaysia                                                               | 0 – 4                                                                  | Brasile                                                                | Amichevole                                                             | -                                                                      |                                                                        |
| 3-6-2002                                                               | Ulsan                                                                  | Brasile                                                                | 2 – 1                                                                  | Turchia                                                                | Mondiali 2002 - 1º turno                                               | -                                                                      |                                                                        |
| 8-6-2002                                                               | Seogwipo                                                               | Brasile                                                                | 4 – 0                                                                  | Cina                                                                   | Mondiali 2002 - 1º turno                                               | -                                                                      |                                                                        |
| 13-6-2002                                                              | Suwon                                                                  | Costa Rica                                                             | 2 – 5                                                                  | Brasile                                                                | Mondiali 2002 - 1º turno                                               | -                                                                      |                                                                        |
| 17-6-2002                                                              | Kōbe                                                                   | Brasile                                                                | 2 – 0                                                                  | Belgio                                                                 | Mondiali 2002 - Ottavi di finale                                       | -                                                                      |                                                                        |
| 21-6-2002                                                              | Shizuoka                                                               | Inghilterra                                                            | 1 – 2                                                                  | Brasile                                                                | Mondiali 2002 - Quarti di finale                                       | -                                                                      |                                                                        |
| 26-6-2002                                                              | Saitama                                                                | Brasile                                                                | 1 – 0                                                                  | Turchia                                                                | Mondiali 2002 - Semifinale                                             | -                                                                      |                                                                        |
| 30-6-2002                                                              | Yokohama                                                               | Germania                                                               | 0 – 2                                                                  | Brasile                                                                | Mondiali 2002 - Finale                                                 | -                                                                      | [ 33 ]                                                                 |
| 20-11-2002                                                             | Seul                                                                   | Corea del Sud                                                          | 2 – 3                                                                  | Brasile                                                                | Amichevole                                                             | -                                                                      |                                                                        |
| 11-6-2003                                                              | Abuja                                                                  | Nigeria                                                                | 0 – 3                                                                  | Brasile                                                                | Amichevole                                                             | -                                                                      |                                                                        |
| 19-6-2003                                                              | Saint-Denis                                                            | Brasile                                                                | 0 – 1                                                                  | Camerun                                                                | Conf. Cup 2003 - 1º turno                                              | -                                                                      |                                                                        |
| 21-6-2003                                                              | Lione                                                                  | Brasile                                                                | 1 – 0                                                                  | Stati Uniti                                                            | Conf. Cup 2003 - 1º turno                                              | -                                                                      |                                                                        |
| 23-6-2003                                                              | Saint-Étienne                                                          | Brasile                                                                | 2 – 2                                                                  | Turchia                                                                | Conf. Cup 2003 - 1º turno                                              | -                                                                      |                                                                        |
| 7-9-2003                                                               | Barranquilla                                                           | Colombia                                                               | 1 – 2                                                                  | Brasile                                                                | Qual. Mondiali 2006                                                    | -                                                                      |                                                                        |
| 10-9-2003                                                              | Manaus                                                                 | Brasile                                                                | 1 – 0                                                                  | Ecuador                                                                | Qual. Mondiali 2006                                                    | -                                                                      |                                                                        |
| 12-10-2003                                                             | Leicester                                                              | Brasile                                                                | 1 – 0                                                                  | Giamaica                                                               | Amichevole                                                             | -                                                                      |                                                                        |
| 16-11-2003                                                             | Lima                                                                   | Perù                                                                   | 1 – 1                                                                  | Brasile                                                                | Qual. Mondiali 2006                                                    | -                                                                      |                                                                        |
| 19-11-2003                                                             | Curitiba                                                               | Brasile                                                                | 3 – 3                                                                  | Uruguay                                                                | Qual. Mondiali 2006                                                    | -                                                                      |                                                                        |
| 18-2-2004                                                              | Dublino                                                                | Irlanda                                                                | 0 – 0                                                                  | Brasile                                                                | Amichevole                                                             | -                                                                      |                                                                        |
| 31-3-2004                                                              | Asunción                                                               | Paraguay                                                               | 0 – 0                                                                  | Brasile                                                                | Qual. Mondiali 2006                                                    | -                                                                      |                                                                        |
| 9-2-2005                                                               | Hong Kong                                                              | Hong Kong                                                              | 1 – 7                                                                  | Brasile                                                                | Lunar New Year Cup 2005                                                | 1                                                                      |                                                                        |
| 27-3-2005                                                              | Goiânia                                                                | Brasile                                                                | 1 – 0                                                                  | Perù                                                                   | Qual. Mondiali 2006                                                    | -                                                                      |                                                                        |
| 30-3-2005                                                              | Montevideo                                                             | Uruguay                                                                | 1 – 1                                                                  | Brasile                                                                | Qual. Mondiali 2006                                                    | -                                                                      |                                                                        |
| 5-6-2005                                                               | Porto Alegre                                                           | Brasile                                                                | 4 – 1                                                                  | Paraguay                                                               | Qual. Mondiali 2006                                                    | -                                                                      |                                                                        |
| 16-6-2005                                                              | Lipsia                                                                 | Brasile                                                                | 3 – 0                                                                  | Grecia                                                                 | Conf. Cup 2005 - 1º turno                                              | -                                                                      |                                                                        |
| 19-6-2005                                                              | Hannover                                                               | Messico                                                                | 1 – 0                                                                  | Brasile                                                                | Conf. Cup 2005 - 1º turno                                              | -                                                                      |                                                                        |
| 22-6-2005                                                              | Colonia                                                                | Giappone                                                               | 2 – 2                                                                  | Brasile                                                                | Conf. Cup 2005 - 1º turno                                              | -                                                                      |                                                                        |
| 25-6-2005                                                              | Norimberga                                                             | Germania                                                               | 2 – 3                                                                  | Brasile                                                                | Conf. Cup 2005 - Semifinale                                            | -                                                                      |                                                                        |
| 29-6-2005                                                              | Francoforte sul Meno                                                   | Brasile                                                                | 4 – 1                                                                  | Argentina                                                              | Conf. Cup 2005 - Finale                                                | -                                                                      | [ 34 ]                                                                 |
| 17-8-2005                                                              | Spalato                                                                | Croazia                                                                | 1 – 1                                                                  | Brasile                                                                | Amichevole                                                             | -                                                                      |                                                                        |
| 4-9-2005                                                               | Brasilia                                                               | Brasile                                                                | 5 – 0                                                                  | Cile                                                                   | Qual. Mondiali 2006                                                    | -                                                                      |                                                                        |
| 12-10-2005                                                             | Belém                                                                  | Brasile                                                                | 3 – 0                                                                  | Venezuela                                                              | Qual. Mondiali 2006                                                    | -                                                                      |                                                                        |
| 12-11-2005                                                             | Abu Dhabi                                                              | Emirati Arabi Uniti                                                    | 0 – 8                                                                  | Brasile                                                                | Amichevole                                                             | 1                                                                      |                                                                        |
| 1-3-2006                                                               | Mosca                                                                  | Russia                                                                 | 0 – 1                                                                  | Brasile                                                                | Amichevole                                                             | -                                                                      |                                                                        |
| 4-6-2006                                                               | Ginevra                                                                | Brasile                                                                | 4 – 0                                                                  | Nuova Zelanda                                                          | Amichevole                                                             | -                                                                      |                                                                        |
| 13-6-2006                                                              | Berlino                                                                | Brasile                                                                | 1 – 0                                                                  | Croazia                                                                | Mondiali 2006 - 1º turno                                               | -                                                                      |                                                                        |
| 18-6-2006                                                              | Monaco di Baviera                                                      | Brasile                                                                | 2 – 0                                                                  | Australia                                                              | Mondiali 2006 - 1º turno                                               | -                                                                      |                                                                        |
| 22-6-2006                                                              | Dortmund                                                               | Giappone                                                               | 1 – 4                                                                  | Brasile                                                                | Mondiali 2006 - 1º turno                                               | -                                                                      |                                                                        |
| 27-6-2006                                                              | Dortmund                                                               | Brasile                                                                | 3 – 0                                                                  | Ghana                                                                  | Mondiali 2006 - Ottavi di finale                                       | -                                                                      |                                                                        |
| 1-7-2006                                                               | Francoforte sul Meno                                                   | Brasile                                                                | 0 – 1                                                                  | Francia                                                                | Mondiali 2006 - Quarti di finale                                       | -                                                                      |                                                                        |
| 16-8-2006                                                              | Oslo                                                                   | Norvegia                                                               | 1 – 1                                                                  | Brasile                                                                | Amichevole                                                             | -                                                                      |                                                                        |
| 3-9-2006                                                               | Londra                                                                 | Brasile                                                                | 3 – 0                                                                  | Argentina                                                              | Amichevole                                                             | -                                                                      |                                                                        |
| 10-10-2006                                                             | Stoccolma                                                              | Brasile                                                                | 2 – 1                                                                  | Ecuador                                                                | Amichevole                                                             | -                                                                      |                                                                        |
| 6-2-2007                                                               | Londra                                                                 | Brasile                                                                | 0 – 2                                                                  | Portogallo                                                             | Amichevole                                                             | -                                                                      |                                                                        |
| 24-3-2007                                                              | Göteborg                                                               | Brasile                                                                | 4 – 0                                                                  | Cile                                                                   | Amichevole                                                             | -                                                                      |                                                                        |
| 27-3-2007                                                              | Stoccolma                                                              | Brasile                                                                | 1 – 0                                                                  | Ghana                                                                  | Amichevole                                                             | -                                                                      |                                                                        |
| 9-9-2007                                                               | Chicago                                                                | Stati Uniti                                                            | 2 – 4                                                                  | Brasile                                                                | Amichevole                                                             | 1                                                                      |                                                                        |
| 12-9-2007                                                              | Foxborough                                                             | Brasile                                                                | 3 – 1                                                                  | Messico                                                                | Amichevole                                                             | -                                                                      |                                                                        |
| 14-10-2007                                                             | Bogotà                                                                 | Colombia                                                               | 0 – 0                                                                  | Brasile                                                                | Qual. Mondiali 2010                                                    | -                                                                      |                                                                        |
| 17-10-2007                                                             | Rio de Janeiro                                                         | Brasile                                                                | 5 – 0                                                                  | Ecuador                                                                | Qual. Mondiali 2010                                                    | -                                                                      |                                                                        |
| 18-11-2007                                                             | Lima                                                                   | Perù                                                                   | 1 – 1                                                                  | Brasile                                                                | Qual. Mondiali 2010                                                    | -                                                                      |                                                                        |
| 26-3-2008                                                              | Londra                                                                 | Svezia                                                                 | 0 – 1                                                                  | Brasile                                                                | Amichevole                                                             | -                                                                      |                                                                        |
| 31-5-2008                                                              | Seattle                                                                | Brasile                                                                | 3 – 2                                                                  | Canada                                                                 | Amichevole                                                             | -                                                                      |                                                                        |
| 15-6-2008                                                              | Asunción                                                               | Paraguay                                                               | 2 – 0                                                                  | Brasile                                                                | Qual. Mondiali 2010                                                    | -                                                                      |                                                                        |
| 18-6-2008                                                              | Belo Horizonte                                                         | Brasile                                                                | 0 – 0                                                                  | Argentina                                                              | Qual. Mondiali 2010                                                    | -                                                                      |                                                                        |
| 7-9-2008                                                               | Santiago del Cile                                                      | Cile                                                                   | 0 – 3                                                                  | Brasile                                                                | Qual. Mondiali 2010                                                    | -                                                                      |                                                                        |
| 10-9-2008                                                              | Rio de Janeiro                                                         | Brasile                                                                | 0 – 0                                                                  | Bolivia                                                                | Qual. Mondiali 2010                                                    | -                                                                      |                                                                        |
| 12-10-2008                                                             | San Cristóbal                                                          | Venezuela                                                              | 0 – 4                                                                  | Brasile                                                                | Qual. Mondiali 2010                                                    | -                                                                      |                                                                        |
| 15-10-2008                                                             | Rio de Janeiro                                                         | Brasile                                                                | 0 – 0                                                                  | Colombia                                                               | Qual. Mondiali 2010                                                    | -                                                                      |                                                                        |
| 10-2-2009                                                              | Londra                                                                 | Brasile                                                                | 2 – 0                                                                  | Italia                                                                 | Amichevole                                                             | -                                                                      |                                                                        |
| 29-3-2009                                                              | Quito                                                                  | Ecuador                                                                | 1 – 1                                                                  | Brasile                                                                | Amichevole                                                             | -                                                                      |                                                                        |
| 1-4-2009                                                               | Porto Alegre                                                           | Brasile                                                                | 3 – 0                                                                  | Perù                                                                   | Qual. Mondiali 2010                                                    | -                                                                      |                                                                        |
| 6-6-2009                                                               | Montevideo                                                             | Uruguay                                                                | 0 – 4                                                                  | Brasile                                                                | Qual. Mondiali 2010                                                    | -                                                                      |                                                                        |
| 10-6-2009                                                              | Recife                                                                 | Brasile                                                                | 2 – 1                                                                  | Paraguay                                                               | Qual. Mondiali 2010                                                    | -                                                                      |                                                                        |
| 15-6-2009                                                              | Bloemfontein                                                           | Brasile                                                                | 4 – 3                                                                  | Egitto                                                                 | Conf. Cup 2009 - 1º turno                                              | -                                                                      |                                                                        |
| 18-6-2009                                                              | Pretoria                                                               | Stati Uniti                                                            | 0 – 3                                                                  | Brasile                                                                | Conf. Cup 2009 - 1º turno                                              | -                                                                      |                                                                        |
| 21-6-2009                                                              | Pretoria                                                               | Italia                                                                 | 0 – 3                                                                  | Brasile                                                                | Conf. Cup 2009 - 1º turno                                              | -                                                                      |                                                                        |
| 25-6-2009                                                              | Johannesburg                                                           | Brasile                                                                | 1 – 0                                                                  | Sudafrica                                                              | Conf. Cup 2009 - Semifinale                                            | -                                                                      |                                                                        |
| 28-6-2009                                                              | Johannesburg                                                           | Stati Uniti                                                            | 2 – 3                                                                  | Brasile                                                                | Conf. Cup 2009 - Finale                                                | 1                                                                      | [ 35 ]                                                                 |
| 12-8-2009                                                              | Tallinn                                                                | Estonia                                                                | 0 – 1                                                                  | Brasile                                                                | Amichevole                                                             | -                                                                      |                                                                        |
| 5-9-2009                                                               | Rosario                                                                | Argentina                                                              | 1 – 3                                                                  | Brasile                                                                | Qual. Mondiali 2010                                                    | -                                                                      |                                                                        |
| 14-11-2009                                                             | Doha                                                                   | Brasile                                                                | 1 – 0                                                                  | Inghilterra                                                            | Amichevole                                                             | -                                                                      |                                                                        |
| 17-11-2009                                                             | Mascate                                                                | Oman                                                                   | 0 – 2                                                                  | Brasile                                                                | Amichevole                                                             | -                                                                      |                                                                        |
| 2-3-2010                                                               | Londra                                                                 | Irlanda                                                                | 0 – 2                                                                  | Brasile                                                                | Amichevole                                                             | -                                                                      |                                                                        |
| 2-6-2010                                                               | Harare                                                                 | Zimbabwe                                                               | 0 – 3                                                                  | Brasile                                                                | Amichevole                                                             | -                                                                      |                                                                        |
| 7-6-2010                                                               | Dar es Salaam                                                          | Tanzania                                                               | 1 – 5                                                                  | Brasile                                                                | Amichevole                                                             | -                                                                      |                                                                        |
| 15-6-2010                                                              | Johannesburg                                                           | Brasile                                                                | 2 – 1                                                                  | Corea del Nord                                                         | Mondiali 2010 - 1º turno                                               | -                                                                      |                                                                        |
| 20-6-2010                                                              | Johannesburg                                                           | Brasile                                                                | 3 – 1                                                                  | Costa d'Avorio                                                         | Mondiali 2010 - 1º turno                                               | -                                                                      |                                                                        |
| 25-6-2010                                                              | Durban                                                                 | Portogallo                                                             | 0 – 0                                                                  | Brasile                                                                | Mondiali 2010 - 1º turno                                               | -                                                                      |                                                                        |
| 28-6-2010                                                              | Johannesburg                                                           | Brasile                                                                | 3 – 0                                                                  | Cile                                                                   | Mondiali 2010 - Ottavi di finale                                       | -                                                                      |                                                                        |
| 2-7-2010                                                               | Port Elizabeth                                                         | Paesi Bassi                                                            | 2 – 1                                                                  | Brasile                                                                | Mondiali 2010 - Quarti di finale                                       | -                                                                      |                                                                        |
| 27-3-2011                                                              | Londra                                                                 | Brasile                                                                | 2 – 0                                                                  | Scozia                                                                 | Amichevole                                                             | -                                                                      |                                                                        |
| 4-6-2011                                                               | Goiânia                                                                | Brasile                                                                | 0 – 0                                                                  | Paesi Bassi                                                            | Amichevole                                                             | -                                                                      |                                                                        |
| 7-6-2011                                                               | San Paolo                                                              | Brasile                                                                | 1 – 0                                                                  | Romania                                                                | Amichevole                                                             | -                                                                      |                                                                        |
| 3-7-2011                                                               | La Plata                                                               | Brasile                                                                | 0 – 0                                                                  | Venezuela                                                              | Coppa America 2011 - 1º turno                                          | -                                                                      |                                                                        |
| 9-7-2011                                                               | Córdoba                                                                | Brasile                                                                | 2 – 2                                                                  | Paraguay                                                               | Coppa America 2011 - 1º turno                                          | -                                                                      |                                                                        |
| 13-7-2011                                                              | Córdoba                                                                | Brasile                                                                | 4 – 2                                                                  | Colombia                                                               | Coppa America 2011 - 1º turno                                          | -                                                                      |                                                                        |
| 17-7-2011                                                              | La Plata                                                               | Brasile                                                                | 0 – 0 dts (0 – 2 dtr)                                                  | Paraguay                                                               | Coppa America 2011 - Quarti di finale                                  | -                                                                      |                                                                        |
| 10-8-2011                                                              | Stoccarda                                                              | Germania                                                               | 3 – 2                                                                  | Brasile                                                                | Amichevole                                                             | -                                                                      |                                                                        |
| 5-9-2011                                                               | Londra                                                                 | Brasile                                                                | 1 – 0                                                                  | Ghana                                                                  | Amichevole                                                             | -                                                                      |                                                                        |
| Totale                                                                 |                                                                        | Presenze (6º posto)                                                    | 105                                                                    |                                                                        | Reti                                                                   | 4                                                                      |                                                                        |

## Palmarès

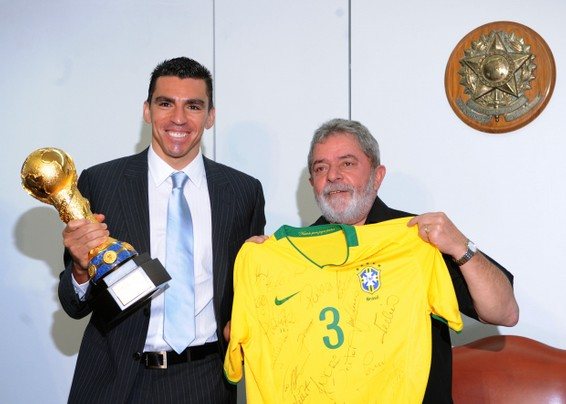
Lúcio e il Presidente Lula con la Confederations Cup vinta nel 2009 in Sudafrica

### Club
- Coppa di Lega tedesca: 2

Bayern Monaco: 2004, 2007
- Campionato tedesco: 3

Bayern Monaco: 2004-2005, 2005-2006, 2007-2008
- Coppa di Germania: 3

Bayern Monaco: 2004-2005, 2005-2006, 2007-2008
- Campionato italiano: 1

Inter: 2009-2010
- Coppa Italia: 2

Inter: 2009-2010, 2010-2011
- Supercoppa italiana: 2

Inter: 2010
Juventus: 2012

#### Competizioni internazionali
- UEFA Champions League: 1

Inter: 2009-2010
- Coppa del mondo per club: 1

Inter: 2010

### Nazionale
- Campionato mondiale: 1

Corea del Sud-Giappone 2002
- Confederations Cup: 2

Germania 2005, Sudafrica 2009